# Sopwith Cuckoo
Sopwith Cuckoo (česky: Kukačka) byl dvouplošný torpédový bombardér používaný britským Royal Air Force (RAF). Cuckoo byl vyráběn společností Sopwith Aviation Company známou výrobou slavných stíhacích letounů Camel a Pup. I když byl Cuckoo zdařilým typem, jeho kariéra byla relativně krátká. Vyráběl se ve dvou variantách: Sopwith B.1 Cuckoo a Sopwith T.1 Cuckoo.

## Vývoj a služba
První let Cuckoo uskutečnil v červnu 1917 a první kusy byly RAF dodány v září 1918, což znamenalo, že do bojů první světové války už nezasáhly. Ještě v říjnu 1918 plánoval velitel britské Grand Fleet, admirál Sir David Beatty, útok na kotvící německou Hochseeflotte pomocí bombardérů Cuckoo, které měly startovat z nové letadlové lodě HMS Argus. Plán byl nakonec zamítnut a vzápětí skončila válka. Podobná operace provedená britskou Středomořskou flotou v roce 1940 proti italskému loďstvu v přístavu Taranto skončila nečekaně velkým úspěchem.
Původně bylo objednáno přes 300 letounů Cuckoo, ale stejně jako u ostatních letounů vyráběných na konci války byla po uzavření příměří objednávka zredukována. Nakonec se vyrobilo přes 140 strojů, i když jen necelá stovka vstoupila do služby u RAF. Cuckoo byl první letoun s kolovým podvozkem navržený pro operace z palub letadlových lodí jako torpédový bombardér a jeho křídla byla proto skládací. Pod svým trupem mohl nést jedno 18palcové (457 mm) torpédo. Letoun poháněl motor Sunbeam Arab o výkonu 200 hp (149 kW), který dokázal letounu udělit maximální rychlost 160 km/h. Kariéra bombardéru skončila už 1. dubna 1923, kdy byla rozpuštěna poslední peruť používající Cuckoo.

## Perutě vyzbrojené letouny Sopwith Cuckoo
- 185. peruť RAF – používala Cuckoo od října 1918 až do svého zrušení následujícího roku.
- 186. peruť RAF – používala Cuckoo od konce roku 1918. V roce 1920 byla přejmenována na 210. peruť.
- 210. peruť RAF – vznikla v roce 1920 přeměnou ze 186. perutě a používala Cuckoo až do 1. dubna 1923, kdy byla rozpuštěna.

## Uživatelé
- Japonské císařství
- Spojené království – Royal Naval Air Service, Royal Air Force

## Specifikace (T.1 Cuckoo)

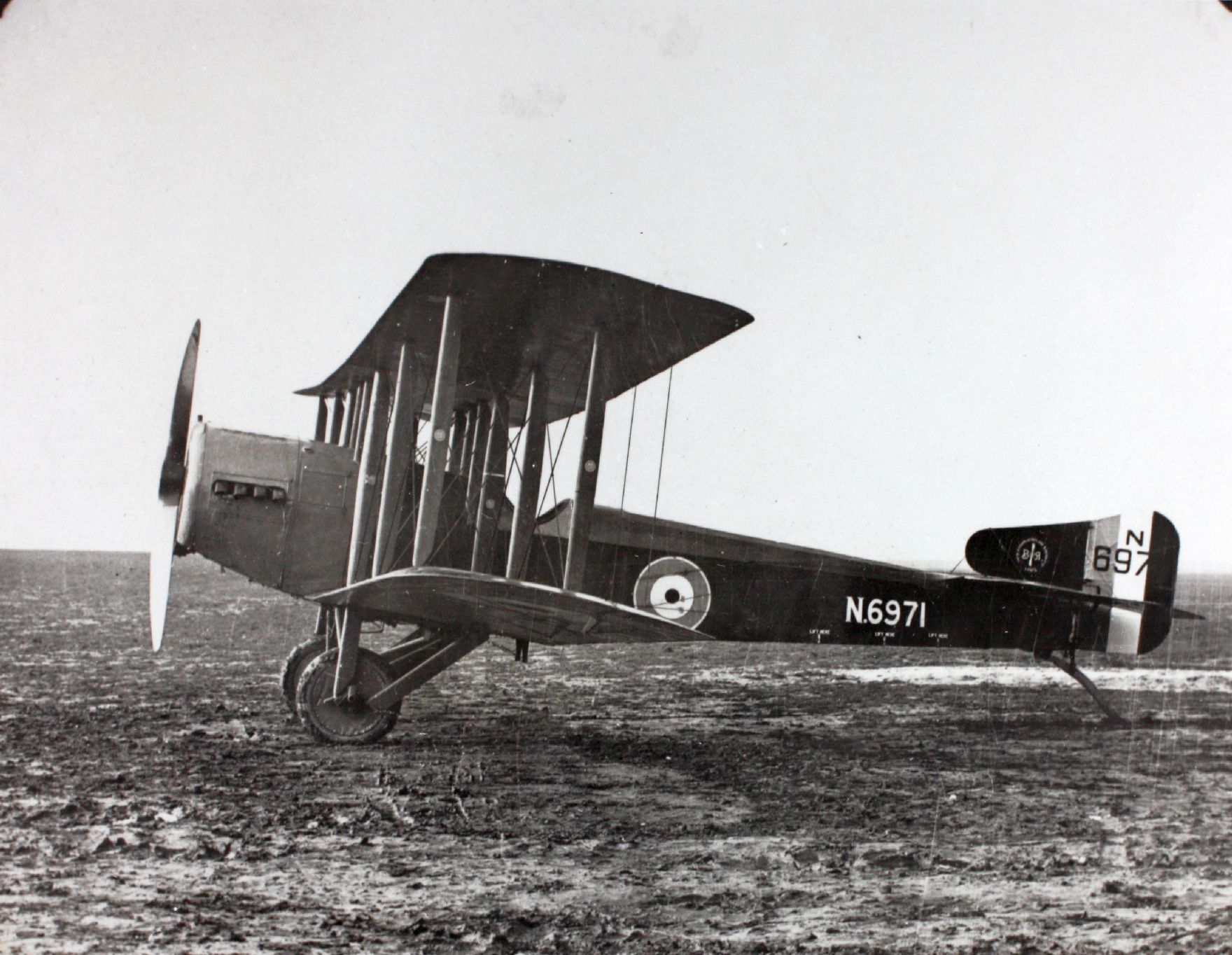
Sopwith Cuckoo

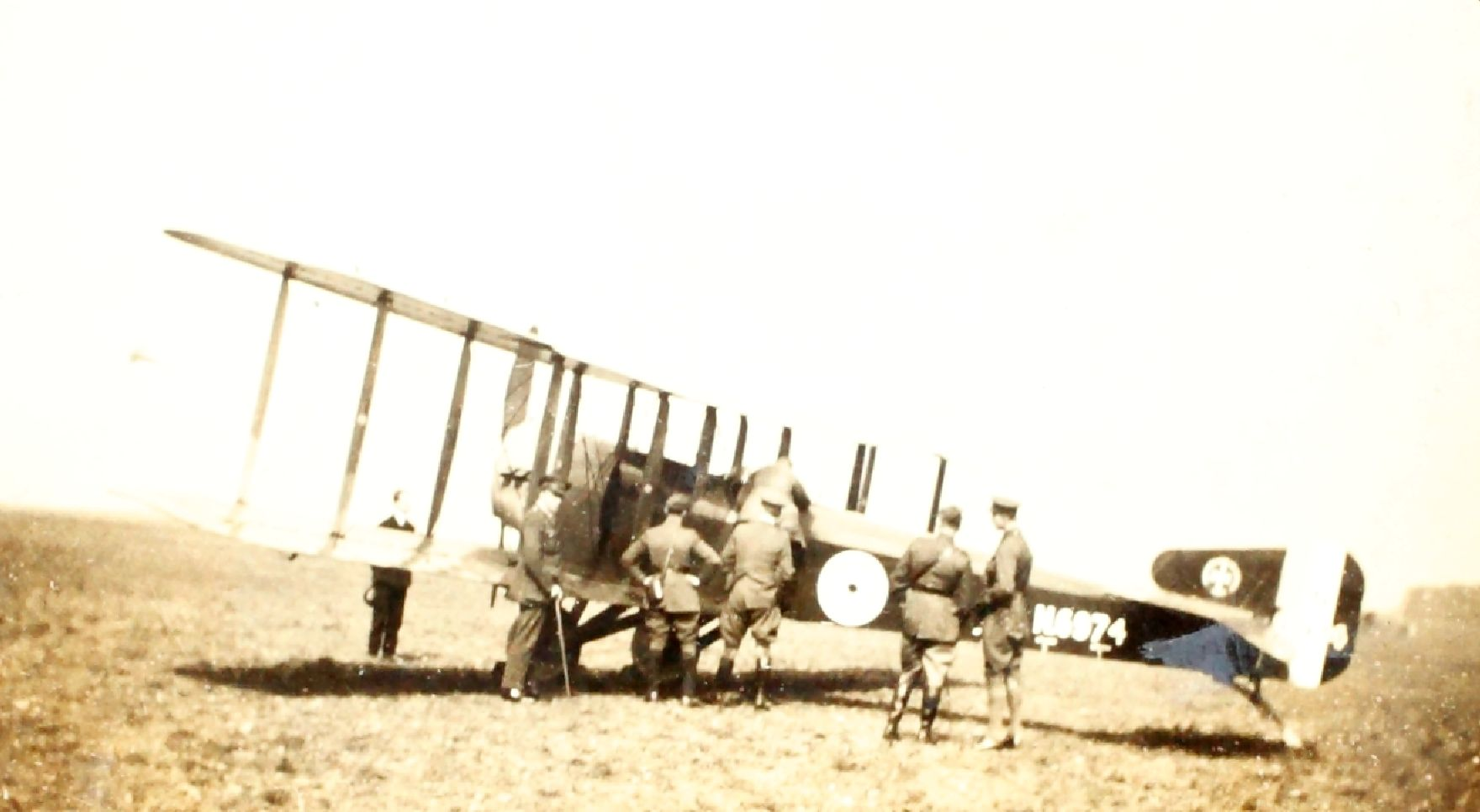
Sopwith Cuckoo

### Technické údaje
- Posádka: 1 (pilot)
- Rozpětí: 14,249 m
- Délka: 8,687 m
- Výška: 3,251 m
- Nosná plocha: 52,58 m²
- Hmotnost prázdného letounu: 997 kg
- Vzletová hmotnost: 1761 kg
- Pohonná jednotka: 1 × kapalinou chlazený osmiválcový vidlicový motor Sunbeam Arab I
  - Výkon motoru: 200 hp (149 kW)

### Výkony
- Maximální rychlost: 166 km/h
- Operační dostup: 3688 m
- Čas výstupu do výšky 1981 m: 15 minut 40 sekund
- Vytrvalost: 4 hodiny

### Výzbroj
- 1× 18palcové (457mm) torpédo Mk.IX o hmotnosti 454 kg